# Golub-Dobrzyń (Landgemeinde)
Die gmina wiejska Golub-Dobrzyń ist eine selbständige Landgemeinde in Polen im Powiat Golubsko-Dobrzyński in der Woiwodschaft Kujawien-Pommern. Sie zählt 8841 Einwohner (31. Dezember 2020) und hat eine Fläche von 197,5 km², die zu 32 % von Wald und zu 61 % von landwirtschaftlicher Fläche eingenommen wird. Verwaltungssitz der Landgemeinde ist die Stadt Golub-Dobrzyń (deutsch: Gollub und Dobrzyn).

## Geographische Lage
Die Gemeinde liegt im ehemaligen Westpreußen, etwa 30 Kilometer (Luftlinie) nordöstlich von Toruń (Thorn) und 45 Kilometer südsüdöstlich von Grudziądz (Graudenz). Der Fluss Drwęca (Drewenz) durchzieht ihr Gebiet, das die Stadt Golub-Dobrzyń vollständig umfasst.

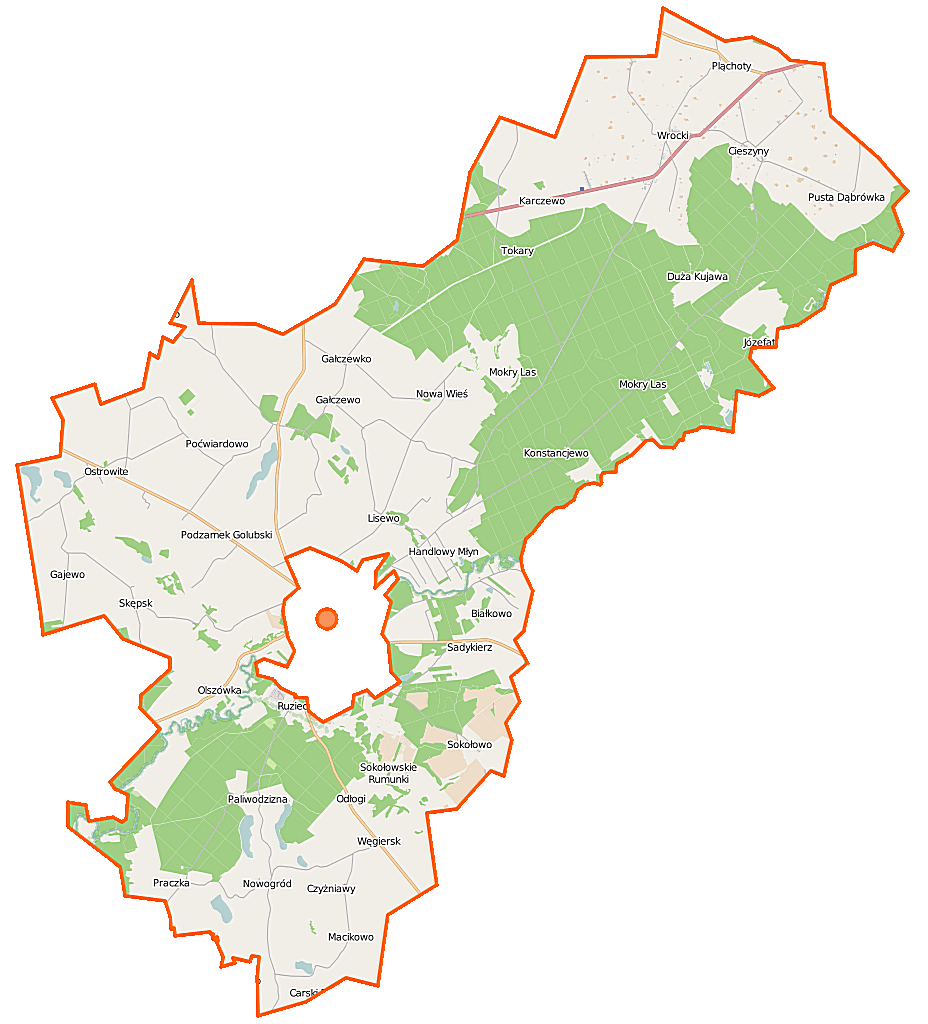
Karte der Gemeinde

In der Gemeinde lagen einige Bahnhöfe der Bahnstrecke Brodnica–Bydgoszcz.

## Gemeindegliederung
Die Landgemeinde umfasst 21 Ortschaften mit Schulzenamt und 54 weitere Ortschaften:
| Polnischer Name   | Deutscher Name (1815–1920)        | Deutscher Name (1939–1945)                           |
| ----------------- | --------------------------------- | ---------------------------------------------------- |
| Białkowo          | –                                 | 1939–1942 Bialkowo 1942–1945 Krähensand              |
| Cieszyny          | Cieszyn                           | 1939–1942 Cieszyn 1942–1945 Freudendorf              |
| Duża Kujawa       | Kujawa 1894–1920 Kamenzdorf       | Kamenzdorf                                           |
| Gajewo            | Gajewo                            | 1939–1942 Gajewo 1942–1945 Geien                     |
| Gałczewko         | Galczewko 1900–1920 Galsburg      | Galsburg                                             |
| Gałczewo          | Galczewo 1900–1920 Galsdorf       | Galsdorf                                             |
| Karczewo          | Karczewo                          | 1939–1942 Karczewo 1942–1945 Roden                   |
| Lisewo            | Lissewo 1903–1920 Lissau          | 1939–1942 Lissau 1942–1945 Lissauhütte               |
| Macikowo          | –                                 | 1939–1942 Macikowo 1942–1945 Matzig                  |
| Nowa Wieś         | Neudorf                           | Neudorf                                              |
| Nowogród          | –                                 | 1939–1942 Nowogrod 1942–1945 Naugard                 |
| Olszówka          | Ellerbruch                        | Ellerbruch                                           |
| Ostrowite         | Ostrowitt 1906–1920 Osterbitz     | Osterbitz                                            |
| Paliwodzizna      | –                                 | 1939–1942 Paliwodzizna 1942–1945 Pahlweide           |
| Pląchoty          | Plonchott 1865–1920 Friedeck      | Friedeck                                             |
| Podzamek Golubski | Gut Gollub 1894–1920 Schloß Golau | Schloß Golau                                         |
| Pusta Dąbrówka    | Pusta Dombrowken                  | 1939–1942 Pusta Dombrowken 1942–1945 Ödheide         |
| Skępsk            | Skemsk                            | 1939–1942 Skemsk 1942–1945 Schems                    |
| Sokoligóra        | Sokoligora                        | 1939–1942 Sokoligora 1942–1945 Falkenhöhe            |
| Sokołowo          | –                                 | 1939–1942 Sokolowo 1942–1945 Falkenhöhe (Kr. Rippin) |
| Węgiersk          | –                                 | 1939–1942 Wengiersk 1942–1945 Wengers                |
| Wrocki            | Wrotzk                            | 1939–1942 Wrotzk 1942–1945 Frödenwalde               |

Die Ortschaften ohne Schulzenamt sind: Antoniewo, Babiak, Baraniec, Bobrowisko, Gałczewo, Hamer, Handlowy Młyn, Józefat, Kamienny Smug, Kolonia Lipnica, Konstancjewo, Krążno, Lisak, Lisewo-Młyn, Mokrylas, Mokry Las (Siedlung), Nowy Młyn, Owieczkowo, Pasieka, Piekiełko, Poćwiardowo, Praczka, Przeszkoda, Pusta Dąbrówka, Ruziec, Sadykierz, Słuchaj, Sokołowskie Rumunki, Sortyka, Suwała, Tokary, Tokary (Waldsiedlung), Zaręba und Zawada.